# Kawcze (województwo pomorskie)
Kawcze (niem. Kaffzig, kaszub. Kôwczé) – wieś w Polsce położona na Wysoczyźnie Polanowskiej, w województwie pomorskim, w powiecie bytowskim, w gminie Miastko.
Miejscowość położona przy  drodze wojewódzkiej nr 206 i linii kolejowej Piła Główna – Ustka, z przystankiem Kawcze. Pobliska rzeka Studnica stanowi szlak wodny spływów kajakowych. Prowadzi tędy również turystyczny  Szlak Doliną Wieprzy i Studnicy.
W latach 1945-54 siedziba gminy Kawcze. W latach 1975–1998 miejscowość administracyjnie należała do województwa słupskiego.
Dobrze zurbanizowana wieś, położona w odległości 10 kilometrów na północny zachód od Miastka przy drodze wojewódzkiej nr 206 Miastko - Koszalin. Przez miejscowość przebiega linia kolejowa Słupsk - Miasto - Szczecinek. Według spisu powszechnego z roku 2011 miejscowość zamieszkuje 253 mieszkańców. 
We wsi zachowane są liczne budynki mieszkalne i gospodarcze z końca XIX wieku. Dobrze rozwinięty jest przemysł przetwórstwa drzewnego. 
Na rzece Studnicy odbywają się spływy kajakowe. Rzeka ta stanowi atrakcje dla wędkarzy łowiących pstrągi i lipienie. Prawym brzegiem Studnicy przebiega pieszy szlak turystyczny – czarny: "Doliną Wieprzy i Studnicy".
Wieś stanowi sołectwo gminy Miastko.

## Historia
Najstarsza wzmianka o Kawczu zachowała się z roku 1517 i dotyczy sprzedania Lutkowi Massow przez Macieja Lettowa części tutejszego majątku. Wkrótce w Kawczu rozpoczęto hodowlę koni, a zyski uzyskane z ich sprzedaży pozwoliły Massowom na wykupienie reszty majątku. Od roku 1811 Kawcze miało wielu właścicieli i ostatecznie w roku 1904 przeszło na własność niejakiego Martina von Grajetzki. Po wojnie Kawcze stało się jedną z największych w okolicy stacji załadunkowych drewna pozyskiwanego w okolicznych lasach. 

## Zabytki
- XIX-wieczny dworek